# Premio Edgar Martínez
El premio Edgar Martínez al bateador designado destacado, comúnmente conocido como el premio Edgar Martínez y originalmente conocido como el premio al bateador designado destacado, se ha entregado anualmente al bateador designado (DH) más destacado de la Liga Americana (AL) en las Grandes Ligas de Béisbol. (MLB) desde 1973. El premio es votado por reporteros, locutores y departamentos de relaciones públicas de la Liga Americana. Todos los jugadores con un mínimo de 100 turnos al bate en bateador designado son elegibles. Fue otorgado anualmente por miembros de Associated Press que son escritores, locutores y directores de relaciones públicas. The Associated Press suspendió el premio en 2000, pero fue recogido por la Asociación de Escritores de Béisbol de Estados Unidos, que lo ha administrado desde entonces.
En septiembre de 2004, en las ceremonias de Safeco Field en honor a Edgar Martínez, el comisionado Bud Selig anunció que el premio cambiaría de nombre por el cinco veces galardonado (1995, 1997–98, 2000–01). En una carrera de 18 años con los Seattle Mariners, principalmente como bateador designado, Martínez bateó para (.312), con 309 jonrones y 1,261 carreras impulsadas.
En 2020, Major League Baseball permitió el uso del bateador designado para la Liga Nacional (NL) además de la Liga Americana, ampliando la elegibilidad para el premio a los bateadores designados en cualquiera de las ligas. El ganador de 2020 fue Marcell Ozuna de los Atlanta Braves, quien se convirtió en el primer ganador del premio de la Liga Nacional. En 2021, MLB volvió a utilizar únicamente al bateador designado para la Liga Americana.
David Ortiz ganó el premio ocho veces, más que cualquier otro jugador (2003-2007, 2011, 2013, 2016). Otros ganadores repetidos del premio incluyen al propio Martínez (cinco veces), el tres veces ganador Hal McRae (1976, 1980 y 1982) y los dos veces ganadores Willie Horton (1975 y 1979), Greg Luzinski ( 1981 y 1983), Don Baylor (1985 y 1986), Harold Baines (1987 y 1988), Dave Parker (1989 y 1990), Paul Molitor (1993 y 1996) y Nelson Cruz (2017 y 2019). Los jugadores de Boston Red Sox han ganado la mayor cantidad de premios Edgar Martínez con once.

## Leyenda
| Año         | La temporada de la MLB se entregó el premio                                                                     |
| Jugador (X) | Indica el jugador ganador y la cantidad de veces que ganó el premio en ese momento (si es que hubo más de una). |
| Equipo      | El equipo del bateador designado                                                                                |
| †           | Elegido al Salón de la Fama del Béisbol                                                                         |
| *           | Denota jugador que todavía está activo                                                                          |
| AVG         | Promedio de bateo                                                                                               |
| HR          | Home runs |
| RBI         | Carreras impulsadas                                                                                             |
| Cursiva     | Indica que el jugador lideró la Liga Americana en esa categoría                                                 |
| Cursiva     | Indica que el jugador lideró la Liga Nacional en esa categoría                                                  |

## Ganadores
| Año  | Jugador                                         | Equipo(s)                                       | AVG                                             | HR                                              | RBI                                             | Ref           |
| ---- | ----------------------------------------------- | ----------------------------------------------- | ----------------------------------------------- | ----------------------------------------------- | ----------------------------------------------- | ------------- |
| 1973 | Orlando Cepeda                                  | Boston Red Sox                                  | .289                                            | 20                                              | 86                                              | [ 9 ] [ 10 ]  |
| 1974 | Tommy Davis                                     | Baltimore Orioles                               | .289                                            | 11                                              | 84                                              | [ 9 ] [ 11 ]  |
| 1975 | Willie Horton                                   | Detroit Tigers                                  | .275                                            | 25                                              | 92                                              | [ 9 ] [ 12 ]  |
| 1976 | Hal McRae                                       | Kansas City Royals                              | .332                                            | 8                                               | 73                                              | [ 13 ] [ 14 ] |
| 1977 | Jim Rice                                        | Boston Red Sox                                  | .320                                            | 39                                              | 114                                             | [ 15 ] [ 16 ] |
| 1978 | Rusty Staub                                     | Detroit Tigers                                  | .273                                            | 24                                              | 121                                             | [ 9 ] [ 17 ]  |
| 1979 | Willie Horton (2)                               | Seattle Mariners                                | .279                                            | 29                                              | 106                                             | [ 12 ] [ 18 ] |
| 1980 | Hal McRae (2)                                   | Kansas City Royals                              | .297                                            | 14                                              | 83                                              | [ 9 ] [ 14 ]  |
| 1981 | Greg Luzinski                                   | Chicago White Sox                               | .265                                            | 21                                              | 62                                              | [ 9 ] [ 19 ]  |
| 1982 | Hal McRae (3)                                   | Kansas City Royals                              | .308                                            | 27                                              | 133                                             | [ 14 ] [ 20 ] |
| 1983 | Greg Luzinski (2)                               | Chicago White Sox                               | .255                                            | 32                                              | 95                                              | [ 9 ] [ 19 ]  |
| 1984 | Dave Kingman                                    | Oakland Athletics                               | .268                                            | 35                                              | 118                                             | [ 9 ] [ 21 ]  |
| 1985 | Don Baylor                                      | New York Yankees                                | .231                                            | 23                                              | 91                                              | [ 22 ] [ 23 ] |
| 1986 | Don Baylor (2)                                  | Boston Red Sox                                  | .238                                            | 31                                              | 94                                              | [ 9 ] [ 23 ]  |
| 1987 | Harold Baines                                   | Chicago White Sox                               | .293                                            | 20                                              | 93                                              | [ 9 ] [ 24 ]  |
| 1988 | Harold Baines (2)                               | Chicago White Sox                               | .277                                            | 13                                              | 81                                              | [ 9 ] [ 24 ]  |
| 1989 | Dave Parker                                     | Oakland Athletics                               | .264                                            | 22                                              | 97                                              | [ 9 ] [ 25 ]  |
| 1990 | Dave Parker (2)                                 | Milwaukee Brewers                               | .289                                            | 21                                              | 92                                              | [ 9 ] [ 25 ]  |
| 1991 | Chili Davis                                     | Minnesota Twins                                 | .277                                            | 29                                              | 93                                              | [ 9 ] [ 26 ]  |
| 1992 | Dave Winfield                                   | Toronto Blue Jays                               | .290                                            | 26                                              | 108                                             | [ 9 ] [ 27 ]  |
| 1993 | Paul Molitor                                    | Toronto Blue Jays                               | .332                                            | 22                                              | 111                                             | [ 9 ] [ 28 ]  |
| 1994 | No otorgado debido a la huelga de los jugadores | No otorgado debido a la huelga de los jugadores | No otorgado debido a la huelga de los jugadores | No otorgado debido a la huelga de los jugadores | No otorgado debido a la huelga de los jugadores | [ 9 ]         |
| 1995 | Edgar Martínez                                  | Seattle Mariners                                | .356                                            | 29                                              | 113                                             | [ 4 ] [ 9 ]   |
| 1996 | Paul Molitor (2)                                | Minnesota Twins                                 | .341                                            | 9                                               | 113                                             | [ 28 ] [ 29 ] |
| 1997 | Edgar Martínez (2)                              | Seattle Mariners                                | .330                                            | 28                                              | 108                                             | [ 4 ] [ 9 ]   |
| 1998 | Edgar Martínez (3)                              | Seattle Mariners                                | .322                                            | 29                                              | 102                                             | [ 4 ] [ 9 ]   |
| 1999 | Rafael Palmeiro                                 | Texas Rangers                                   | .324                                            | 47                                              | 148                                             | [ 9 ] [ 30 ]  |
| 2000 | Edgar Martínez (4)                              | Seattle Mariners                                | .324                                            | 37                                              | 145                                             | [ 4 ] [ 9 ]   |
| 2001 | Edgar Martínez (5)                              | Seattle Mariners                                | .306                                            | 23                                              | 116                                             | [ 4 ] [ 9 ]   |
| 2002 | Ellis Burks                                     | Cleveland Indians                               | .301                                            | 32                                              | 91                                              | [ 9 ] [ 31 ]  |
| 2003 | David Ortiz                                     | Boston Red Sox                                  | .288                                            | 31                                              | 101                                             | [ 32 ] [ 33 ] |
| 2004 | David Ortiz (2)                                 | Boston Red Sox                                  | .301                                            | 41                                              | 139                                             | [ 33 ] [ 34 ] |
| 2005 | David Ortiz (3)                                 | Boston Red Sox                                  | .300                                            | 47                                              | 148                                             | [ 33 ] [ 35 ] |
| 2006 | David Ortiz (4)                                 | Boston Red Sox                                  | .287                                            | 54                                              | 137                                             | [ 33 ] [ 36 ] |
| 2007 | David Ortiz (5)                                 | Boston Red Sox                                  | .332                                            | 35                                              | 117                                             | [ 7 ] [ 33 ]  |
| 2008 | Aubrey Huff                                     | Baltimore Orioles                               | .304                                            | 32                                              | 108                                             | [ 37 ] [ 38 ] |
| 2009 | Adam Lind                                       | Toronto Blue Jays                               | .305                                            | 35                                              | 114                                             | [ 1 ] [ 39 ]  |
| 2010 | Vladimir Guerrero                               | Texas Rangers                                   | .300                                            | 29                                              | 115                                             | [ 40 ] [ 41 ] |
| 2011 | David Ortiz (6)                                 | Boston Red Sox                                  | .309                                            | 29                                              | 96                                              | [ 8 ]         |
| 2012 | Billy Butler                                    | Kansas City Royals                              | .313                                            | 29                                              | 107                                             | [ 42 ]        |
| 2013 | David Ortiz (7)                                 | Boston Red Sox                                  | .309                                            | 30                                              | 103                                             | [ 43 ]        |
| 2014 | Víctor Martínez                                 | Detroit Tigers                                  | .335                                            | 32                                              | 103                                             | [ 44 ]        |
| 2015 | Kendrys Morales                                 | Kansas City Royals                              | .295                                            | 21                                              | 104                                             | [ 45 ]        |
| 2016 | David Ortiz (8)                                 | Boston Red Sox                                  | .317                                            | 38                                              | 127                                             | [ 46 ]        |
| 2017 | Nelson Cruz*                                    | Seattle Mariners                                | .288                                            | 39                                              | 119                                             | [ 47 ]        |
| 2018 | Khris Davis*                                    | Oakland Athletics                               | .247                                            | 48                                              | 123                                             | [ 48 ]        |
| 2019 | Nelson Cruz* (2)                                | Minnesota Twins                                 | .311                                            | 41                                              | 108                                             | [ 49 ]        |
| 2020 | Marcell Ozuna*                                  | Atlanta Braves                                  | .338                                            | 18                                              | 56                                              | [ 50 ]        |
| 2021 | Shohei Ohtani*                                  | Los Angeles Angels                              | .257                                            | 46                                              | 100                                             | [ 51 ]        |